# Macromphalina pierrot
Macromphalina pierrot is een slakkensoort uit de familie van de Vanikoridae. De wetenschappelijke naam van de soort is voor het eerst geldig gepubliceerd in 1948 door Gardner.